# 苏家泡
苏家泡是一个位于中国吉林省前郭尔罗斯县的湖泊，面积约为2.5平方千米，平均水深约为1米。